# 1221
[[Категорија: 1221
.| ]]
Година 1221 (MCCXXI) била је проста година која је почела у петак.

## Догађаји
- Википедија:Непознат датум — Основан је град Нижњи Новгород.
- Википедија:Непознат датум — Након тешког пораза у Танису хришћани из Јерусалимског Краљевства присиљени су да препусте Дамијету муслиманима и евакуишу се из Египта.
- Википедија:Непознат датум — Пошто су заузели велики део средње Азије Монголи Џингис-кана , под водством генерала Суботаја, долазе до Каспијског језера и доњег тока реке Волге.
- Википедија:Непознат датум — Будући да је покушао да се супротстави доминацији породице Хојо, јапанског цара Јунтоку свргнуо је shikken Јошитоки и на престолу га је заменио Тојохито.